# The Preacher's Wife
The Preacher's Wife is een Amerikaanse film uit 1996 geregisseerd door Penny Marshall. De hoofdrollen worden vertolkt door Denzel Washington en Whitney Houston.

## Verhaal
De gemeenschap van de predikant Henry Biggs komt in gevaar omdat een makelaar zijn kerk wil laten afbreken. Bovendien gaat zijn huwelijk met de gospelzangeres Julia (Whitney Houston) ook niet meer goed wegens de drukke agenda van Henry. Als hij de situatie niet meer ziet zitten, bidt hij tot God die hem hulp stuurt in de vorm van de engel Dudley (Denzel Washington).

## Rolverdeling
| Acteur               | Personage            |
| -------------------- | -------------------- |
| Denzel Washington    | Dudley               |
| Whitney Houston      | Julia Biggs          |
| Courtney B. Vance    | Reverend Henry Biggs |
| Gregory Hines        | Joe Hamilton         |
| Jenifer Lewis        | Margueritte Coleman  |
| Loretta Devine       | Beverly              |
| Justin Pierre Edmund | Jeremiah Biggs       |
| Lionel Richie        | Britsloe             |
| Paul Bates           | Saul Jeffreys        |
| Lex Monson           | Osbert               |

## Prijzen en nominaties
- 1997 - Oscar
  - Genomineerd: Beste muziek (Hans Zimmer)
- 1997 - Image Award
  - Gewonnen: Beste actrice (Whitney Houston)
  - Gewonnen: Beste vrouwelijke bijrol (Loretta Devine)
  - Genomineerd: Beste film
  - Genomineerd: Beste vrouwelijke bijrol (Jenifer Lewis)
  - Genomineerd: Beste jonge acteur (Justin Pierre Edmund)
- 1997 - Blimp Award
  - Genomineerd: Beste actrice (Whitney Houston)
- 1997 - YoungStar Award
  - Genomineerd: Beste jonge acteur in een drama (Justin Pierre Edmund)
- 1998 - Blockbuster Entertainment Award
  - Genomineerd: Beste soundtrack

## Soundtrack
The Preacher's Wife - Original Soundtrack wordt vooral gezongen door Whitney Houston en is het best verkochte gospel-album aller tijden. The single "I Believe in You and Me" werd een top vijf hit in de Verenigde Staten en was genomineerd voor "beste vrouwelijk R&B lied" bij de Grammys.
1. "I Believe in You and Me" (4:03) - Whitney Houston
2. "Step by Step" (4:12) - Whitney Houston
3. "Joy" (3:16) - Georgia Mass Choir
4. "Hold On, Help Is on the Way" (3:09) - Georgia Mass Choir
5. "I Go to the Rock" (4:05) - Georgia Mass Choir
6. "I Love the Lord" (4:57) - Georgia Mass Choir
7. "Somebody Bigger Than You and I" (4:42) - Whitney Houston, Brown
8. "You Were Loved" (4:13) - Whitney Houston
9. "My Heart Is Calling" (4:15) - Whitney Houston
10. "I Believe in You and Me" (3:55) - Whitney Houston
11. "Step by Step [Remix]" (4:17) - Whitney Houston
12. "Who Would Imagine a King" (3:31) - Whitney Houston
13. "He's All over Me" (3:53) - Shirley Caesar
14. "The Lord Is My Shepherd" (4:24) - Cissy Houston
15. "Joy To The World" (4:41) - Whitney Houston